# Ceuaș
Ceuaș (früher Ciavașu săsesc; deutsch Grubendorf, ungarisch Csávás oder Szászcsávás) ist ein Dorf in der Region Siebenbürgen im Kreis Mureș in Rumänien. Es gehört zur Gemeinde Mica.

## Lage
Der Ort liegt in einem südlichen Seitental der Târnava Mică (Kleine Kokel) im Zwischenkokelgebiet, ungefähr 20 Kilometer Luftlinie nordöstlich von Mediaș (Mediasch) entfernt.

## Geschichte
Das Dorf, urkundlich erstmals 1301 erwähnt, war eine Siedlung der Siebenbürger Sachsen auf Kokelburger Komitatsboden. Die deutschstämmigen Bewohner haben den Ort, der bis 1848 im Besitz adliger ungarischer Grundherren war, bereits im 16. Jahrhundert verlassen.

## Musikalische Tradition
Heute wird Szászcsávás überwiegend von Ungarn und ungarischen Roma bewohnt. Diese pflegen eine sehr ausgeprägte musikalische Tradition. Bekannt ist der ungarische Kirchenchor, der die musikalischen Einflüsse protestantischer Theologen, die in Westeuropa studiert hatten, weiterpflegt. Außerdem hat die traditionelle ungarische  Zigeunergruppe Szászcsávás Band den Ort international bekannt gemacht. Jedes Jahr findet im August ein internationales Volksmusik- und Tanzfestival in Szászcsávás statt.